# Westnewton (Northumberland)
Westnewton – przysiółek w Anglii, w hrabstwie Northumberland, w civil parish Kirknewton. Leży 75 km na północny zachód od miasta Newcastle upon Tyne i 471 km na północ od Londynu. W 1951 roku civil parish liczyła 42 mieszkańców.